# Barış Yarkadaş
Barış Yarkadaş, né le 2 août 1974, est un homme politique, journaliste et écrivain turc.